# Réserve naturelle de Låven
La Réserve naturelle de Låven  est une aire protégée norvégienne qui est située dans le municipalité de Larvik, dans le comté de Vestfold.

## Description
Låven a été créée en 1970 et est un gisement minéral de renommée mondiale. Låven est un récif presque nu au sud de Stokkøya dans le Langesundsfjord (en), et plusieurs petits récifs qui s'y trouvent contiennent au moins 35 minéraux différents. Plusieurs sont très rares.
La partie nord de l'îlot est constituée de basalte. Une veine de pegmatite plus jeune a traversé le basalte et occupe la partie supérieure et sud de l'îlot. Le passage de pegmatite contient au moins 35 minéraux différents. Plusieurs d'entre eux ont été trouvés et décrits de cette localité pour la première fois. La forme de la surface du récif est caractérisée par des rayures glaciaires qui montrent le mouvement de la glace vers le sud.
Le minéral rare låvenite a été décrit pour la première fois en 1878 à partir de Låven par le géologue, puis recteur de l'Université d'Oslo, Waldemar Christofer Brøgger. Cinq autres minéraux ont été découverts et décrits pour la première fois dans la réserve naturelle de Låven.
Depuis la protection du gisement minéral, il n'est pas permis d'enlever des cailloux du monument naturel. Le but de la conservation est de préserver un gisement minéral classique de valeur internationale.